# Bagasis
Bagasis (persa: باگاسیس)  (segle II aC - valor desconegut) o Àrsaces VIII va ser un príncep part, que va tenir un paper important en la política part des del 1487 aC, quan va ser nomenat governador de la recentment conquerida regió de Mèdia pel seu germà i rei Mitridates I (171–132 aC). L'historiador Gholamreza F. Assar (2005) va suggerir inicialment que Bagasis va governar com a rei breument l'any 126 aC, però més tard es va retractar d'aquest suggeriment (2009). A Bagasis li va sobreviure un fill de nom desconegut, que va ocupar alts càrrecs sota el regnat de Mitridates II (124–91 aC).